# Протесты в Эфиопии (2016)
Протесты вспыхнули в Эфиопии 5 августа 2016 года в связи с призывами оппозиции. Протестующие требовали политических и социальных реформ, в частности положить конец нарушениям прав человека (в том числе убийства мирных жителей, массовые аресты, правительственное захват земель, и политической маргинализации оппозиции). Правительство ответило путем ограничения доступа к Интернету и нападения и аресты протестующих..

## Протесты

### Оромия
По данным дипломатических, общественных организаций, а также оппозиционных источников, протесты на просторах штата Оромия привели к гибели как минимум 48 человек, 5 и 6 августа.

### Аддис-Абеба
6 августа сотни демонстрантов прошли маршем на площадь Мескель и кричали «мы хотим свободы» и «освободите наших политических заключенных». Десятки протестующих были арестованы за протест полицией Аддис-Абебы .

### Амхара
30 человек погибли в регионе Амхара, по меньшей мере 27 человек умерли в столице региона, городе Бахр-дар.

## Реакции

### Внутренние
Власти Эфиопии заблокировали доступ в Интернет в нескольких регионах страны и обвинили «внешних врагов» в протестах. Премьер-министр Эфиопии Хайле Марьям Десалень заявил, что «правительство осознает, что идеи и лозунги отражены в демонстрации не представляют народ Оромо или Гондар». Однако в итоге премьер был вынужден уйти в отставку 2 апреля 2018 года.
Федералистский конгресс Оромо, оппозиционная партия, которая является членом форума для демократического диалога, сообщила, что 400 человек были убиты в акциях протеста (хотя Reuters и другие мировые информагентства подтверждают более низкую цифру).

### Международная
Посольство США в Аддис-Абебе выпустила заявление о своей обеспокоенности.